# حورا (فیلم ۱۳۹۴)
فیلم سینمایی حورا  محصول سال ۱۳۹۴ به کارگردانی غلامرضا ساغرچیان و تهیه‌کنندگی مجید عباسی است.
این فیلم در چند جشنواره‌ بین‌المللی حضوری موفق و تحسین برانگیز داشته است.  حورا در بیستمین دوره از جشنواره بین‌المللی فیل طلایی در هند به روی صحنه رفت و موفق به کسب جایزه بهترین فیلم از این رویداد سینمایی شد. صحنه های بدیع این فیلم در کویر اطراف سمنان فیلم‌برداری شده‌است.
حورا اولین تجربه سینمایی غلامرضا ساغرچیان در مقام کارگردانی است . وی پیش از این فیلم داستانی موفق  پرده خوان و چندین فیلم مستند و کوتاه را در کارنامه فیلمسازی خود داشته است. 
بازیگران:
مهران احمدی
مریم بوبانی
جواد زیتونی
امیر حسین موسوی
مهرداد باقری
امین اقبالزاده
سعید دولتی
عوامل فیلم :
نویسنده و کارگردان: غلامرضا ساغرچیان
تهیه کننده: مجید عباسی
پخش: بنیاد سینمایی فارابی
مدیر فیلمبرداری: عارف نامور
صدابردار: سعید بجنوردی
صداگذار: آرش قاسمی
موسیقی : مسعود سخاوت دوست
تدوین: غلامرضا ساغرچیان ، معصومه امرادی
چهره پرداز: اشکان عسکری
طراح صحنه: سعیده اسدی

## داستان فیلم
داستان فیلم روایت خشکسالی و  پسر بچه‌ای در کویر سمنان است  که تلاش می‌کند مزرعه ای که تنها یادگار مادرش است از نابودی نجات داده و  آب‌رسانی کند...

## جوایز و نامزدی‌ها
| سال  | جایزه                              | دسته            | نامزدی           | نتیجه    |
| ---- | ---------------------------------- | --------------- | ---------------- | -------- |
| ۱۳۹۵ | جشنواره فیلم کودک و نوجوان اصفهان  | بهترین فیلم‌نامه | غلامرضا ساغرچیان | نامزدشده |
| ۱۳۹۸ | جشنواره فیلم آل لایتز (جایزه نتپک) | بهترین فیلم     | غلامرضا ساغرچیان | برنده    |
| ۱۳۹۶ | جشنواره بین‌المللی فیل طلایی        | بهترین فیلم     | غلامرضا ساغرچیان | برنده    |
| ۱۳۹۷ | جشنواره مادرید                     | بهترین فیلم‌نامه | غلامرضا ساغرچیان | برنده    |